# 曲江镇 (建水县)
曲江镇，是中华人民共和国云南省红河哈尼族彝族自治州建水县下辖的一个乡镇级行政单位。位于建水县西北部，东邻利民乡，南与李浩寨乡、甸尾乡相连，西与石屏县接壤，北与通海县、华宁县毗邻。镇政府驻地，北距通海县城22公里，南距建水县城44公里，距省会昆明170公里，距州府蒙自130公里。有高速路通往县城、州府蒙自、省会昆明，交通便利。是云南省重点小城镇之一。

## 行政区划
曲江镇下辖以下地区：
欣荣社区、新街村、桥头村、闫家坡村、龙街村、山田村、西山村、小里寨村、欧营村、王和营村、王马寨村、他龙村、观音庙村、水寨村、干寨村、松树营村、兴隆村、金家庄村、馆驿村和香木桥村。